# Japalura dasi
Japalura dasi là một loài thằn lằn trong họ Agamidae. Loài này được Shah & Kästle mô tả khoa học đầu tiên năm 2002.